# Großsteingrab Hahnenknoop
Das Großsteingrab Hahnenknoop war eine megalithische Grabanlage der jungsteinzeitlichen Trichterbecherkultur bei Hahnenknoop, einem Ortsteil der Gemeinde Loxstedt im Landkreis Cuxhaven (Niedersachsen). Die Anlage wurde im 19. oder frühen 20. Jahrhundert zerstört. Es handelte sich um ein Ganggrab mit einer Länge von 5,7 m.